# Mariana Ramírez Nieto
Mariana Ramírez Nieto (* 20. August 2002) ist eine kolumbianische Tennisspielerin.

## Karriere
Ramírez Nieto erhielt 2019 eine Wildcard für die Qualifikation der mit über 900.000 US-Dollar dotierten Qatar Total Open, ihrem ersten Turnier auf der WTA Tour. Sie erhielt damit ihren ersten Punkt für die Tennis-Weltrangliste sowie mindestens 1.100 US-Dollar Preisgeld.